# Grigorij Orlov

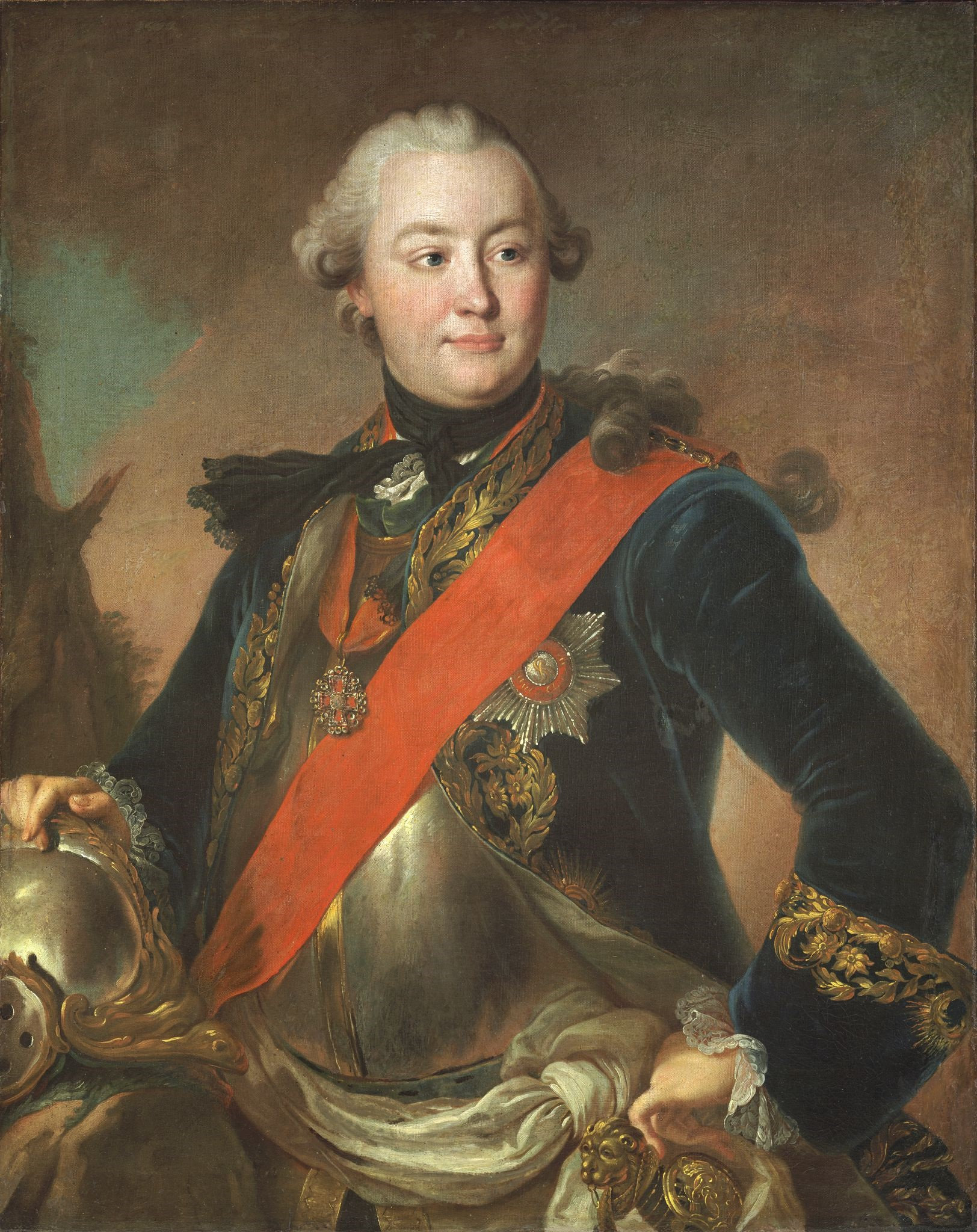
Grigorij Orlov.

Grigorij Grigorjevitj Orlov (ryska: Григорий Григорьевич Орлов), född den 6 oktober 1734, död den 13 april 1783, var en rysk adelsman. Han var son till Grigorij Ivanovitj Orlov, som var rysk guvernör i Novgorod, och bror till Aleksej Grigorjevitj Orlov. 

## Biografi
Orlov ägnade sig åt den militära banan. Han var kadett i S:t Petersburg och deltog i Sjuårskriget där han sårades. Medan han tillfälligt tjänstgjorde som officer i Sankt Petersburg tilldrog han sig den blivande kejsarinnan Katarina den storas uppmärksamhet. Han kom att efterträda Stanislaus Poniatowski som hennes älskare och var tillsammans med sina bröder drivande bakom den palatskupp som förde henne till makten. Han fick pengar, titlar och makt tack vare Katarina och var även far till hennes son Aleksej Grigorjevitj Bobrinskij, som familjen Bobrinskij härstammar från. Han blev 1762 jämte sina bröder greve och 1766 generalfälttygmästare samt upphöjdes 1772, på Katarinas föranstaltande, till tysk riksfurstlig rang.
Någon tid närde han förhoppning om att bli Katarinas gemål, men denna plan stötte på motstånd hos den högre aristokratin, som anfördes av Panin. Han engagerade sig i de livegnas levnadsförhållanden och deltog i den stora kommission som Katarina skapade. Han deltog utan framgång som fredsförhandlare under kriget mot Ottomanska riket. När han återvände till Sankt Petersburg hade hans plats ersatts av Grigorij Potemkin. Vid ett övergående närmande 1772 mottog han dock bland andra gåvor det präktiga Marmorpalatset i Sankt Petersburg. Samma år förskaffade han Katarina den ryktbara diamant, som bär hans namn och som sedermera prydde ryske tsarens spira. Han reste utomlands men återvände några månader innan han dog. Han gifte sig med sin systerdotter men fick inga barn med henne. Den sista tiden var han sinnessjuk.